# Chalybion minos
Chalybion minos là một loài côn trùng cánh màng trong họ Sphecidae, thuộc chi Chalybion. Loài này được de Beaumont miêu tả khoa học đầu tiên năm 1965.